# Jakub Wimmer

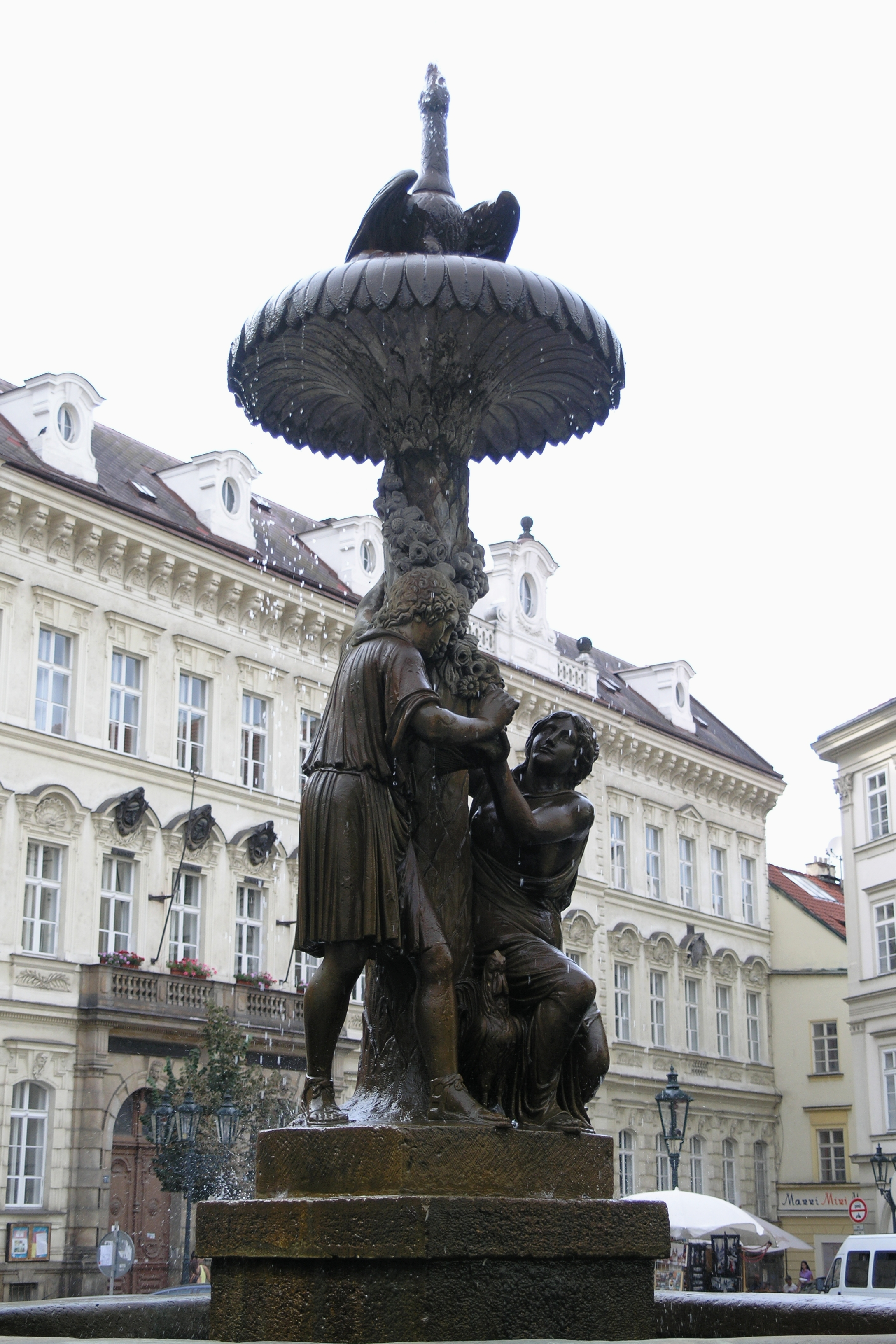
Wimmerova kašna vytvořená sochařem F. X. Ledererem

Jakub Wimmer, svobodný pán z Wimmeru (25. ledna 1754, Praha – 13. ledna 1822 tamtéž) byl český podnikatel, velkostatkář, mecenáš a dobrodinec, povýšený do šlechtického stavu. Podle Ottova slovníku naučného byl také plukovníkem císařské armády.

## Život a činnost

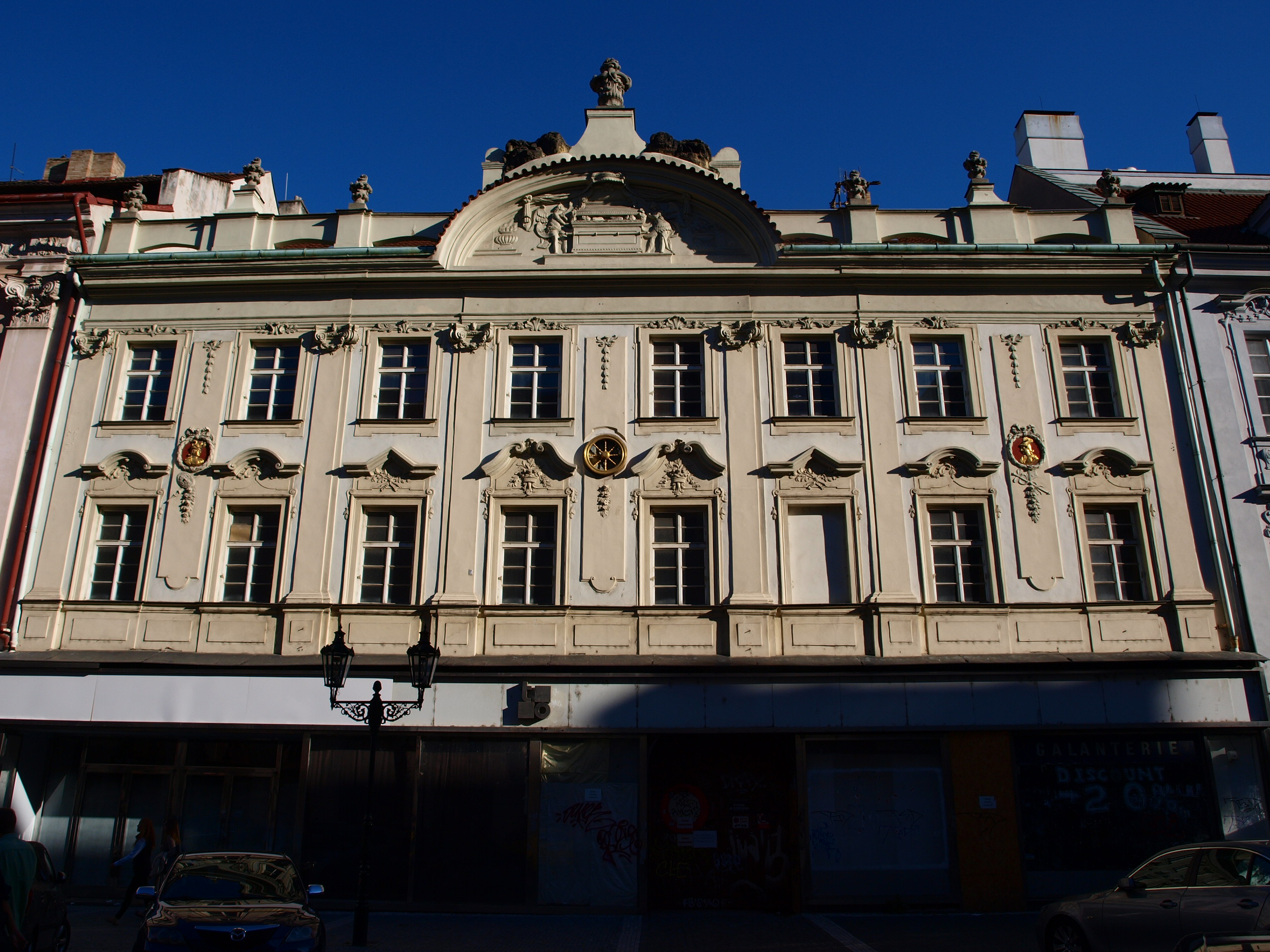
Wimmerův palác v Rytířské ulici č. 18

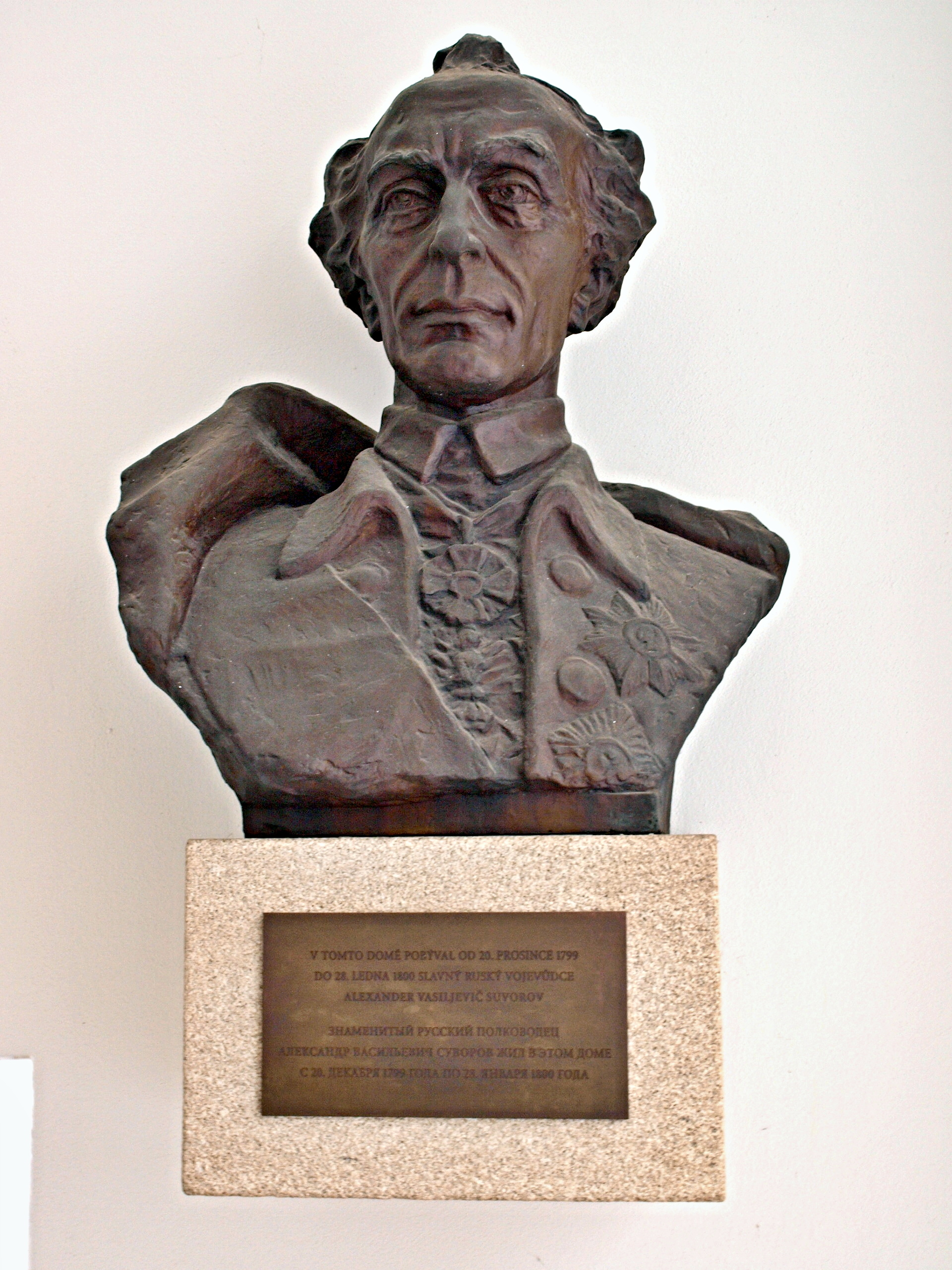
Busta generála Suvorova ve Wimmerově paláci Portheim-Desfours.

Jakub Wimmer pocházel ze zámožné pražské obchodnické rodiny a po studiu u jezuitů vstoupil do císařské armády. V bojích s Pruskem se vyznamenal, dosáhl hodnosti plukovníka, a z armády odešel.
Od roku 1779 byl pověřen organizací dopravy při stavbě terezínské pevnosti a roku 1801 byl povýšen do šlechtického stavu. V době napoleonských válek měl na starosti organizaci celé armádní dopravy a v rakouské armádě vybudoval příslušné oddělení.
Při této činnosti získal značné jmění a koupil statky Lenešice, Cítoliby, Divice, Malé Bubny, Nusle, Vršovice, Zdikov, Vatětice a palác Platýz na Starém Městě v Praze. Dřívější královské vinice v místech dnešních Vinohrad, které se v té době už neužívaly a pustly, proměnil ve veřejný park a podobně zvelebil i přilehlou část Nuslí.
Od roku 1797 byl řádným členem c. k. vlastenecko-hospodářské společnosti. Roku 1812 daroval z vlastních peněz císaři 800 kyrysnických koní. Publikoval o sýrařství a ovčí vlně.
Byl majitelem paláce v Rytířské ulici č. 18, zvaného Wimmerův, nebo též dům U zlatého kola. Jeho jméno nesl také současný palác Porgesů z Portheimu (Národní 37, kdysi též Desfourský), kde roku 1800 hostil slavného ruského vojevůdce Alexandra Vasiljeviče Suvorova. Na tuto událost upomíná pamětní deska s bustou ve dvoře paláce.
Nechal zhotovit (Wimmerovu) kašnu (realizoval sochař František Xaver Lederer), která stávala před palácem na Národní třídě. Ta byla později několikrát přemístěna (na Jungmannovo náměstí, na Betlémské náměstí, poté stála ve Vrchlického sadech před Hlavním nádražím), nakonec však byl originál z důvodu vandalismu přemístěn do Lapidária Národního muzea. Kopie kašny je dnes umístěna na Uhelném trhu poblíž zadní strany paláce Platýz.